# Danaea moritziana
Danaea moritziana är en kärlväxtart som beskrevs av Presl. Danaea moritziana ingår i släktet Danaea, och familjen Marattiaceae. Inga underarter finns listade i Catalogue of Life.